# De mirabilibus urbis Romae
De mirabilibus urbis Romae è un manoscritto medievale conservato a Cambridge, in cui l'autore descrive le meraviglie (mirabilia) viste nella città di Roma.

## Descrizione
Il De mirabilibus urbis Romae è conservato in un singolo manoscritto: si tratta di una sorta di guida di epoca medievale scritta in latino e che esalta soprattutto lo splendore di Roma. Essa fu scritta alla metà del dodicesimo secolo da un Magister Gregorius ("Maestro Gregorio") di Oxford. Il taglio, nota Roberto Weiss, è qui più secolare che nelle Mirabilia Urbis Romae.  Gregorius impiegò gran parte del suo tempo a descrivere e a misurare le rovine romane, e, secondo Erwin Panofsky "aveva ceduto così a fondo al 'magico incantesimo'  (magica quaedam persuasio) di una bella statua di Venere che sentì la necessità di andarla a vedere altre volte nonostante la notevole distanza dal suo alloggiamento". Magister Gregorius è il primo a dare notizia del bronzo romano noto come lo "Spinario", che era al Laterano assieme ad altri bronzi antichi. Panofsky include il piccolo testo del Magister Gregorius tra gli esempi del risveglio dell'interesse verso le antichità classiche manifestato da una manciata di appassionati nella Roma del XII secolo. Tuttavia, come la maggior parte dei suoi contemporanei, era abituato alla scrittura gotica, e le lettere romane delle iscrizioni a volte hanno tradito la sua traduzione.
Il cronachista del XIV secolo Ranulph Higden conosceva il de Mirabilibus urbis Romae, che cita nel I libro della sua storia universale, Polychronicon,  così spesso che il suo manoscritto è stato usato per definire il testo della sua fonte. L'esistenza dell'opera del Magister Gregorius era nota fino alla metà del XIX secolo dalle citazioni di Higden.
Magister Gregorius, che noi conosciamo solo da poche annotazioni nel suo Prologo, non dipende da altri resoconti di Roma, anche se ha letto De septem miraculis mundi attribuito a Beda il Venerabile. Non era un pellegrino, per le sue osservazioni con disprezzo sui pellegrini, ma era a Roma per affari, membro di un gruppo non identificato ma colto, i cui membri lo spinsero a scrivere il suo resoconto. I suoi appunti sulle chiese di Roma sono brevi: l'antica basilica di San Pietro e san Giovanni in Laterano sono menzionate quasi di passaggio, e Santa Maria Rotonda (il Pantheon) lo è per la forma inusuale; la percorre e trova che è larga 266 piedi. Cita tre volte la distruzione della statue da parte di papa Gregorio I e il Tempio di Minerva, "una volta magnifico ma abbattuto con grande sforzo dai Cristiani". Questo "documento di valore unico che è completamente indipendente dai Mirabilia, una descrizione di Roma di un viaggiatore straniero scritto da un punto di vista secolare e antiquario e basato primariamente sull'osservazione personale integrata dalle migliori tradizioni locali" è stato per la prima volta descritto per il mondo accademico da M. R. James nel 1917. L'edizione standard del testo con l'apparato critico è di R. B. C. Huygens (Leiden: Brill) 1970. Una traduzione inglese di John Osborne, The Marvels of Rome, è stata pubblicata a Toronto il 1987.
Gregorius apre con l'espressione personale del suo stupore e meraviglia alla vista da lontano della città, citando le prime parole dell'elegia di Ildeberto di Lavardin sulla grandezza che fu di Roma.  Dopo aver elencato le porte della Mura aureliane, passa direttamente alle sculture, in marmo e in bronzo, prima di descrivere i "palazzi", tra cui include le Terme di Diocleziano, poi gli archi di trionfo e le colonne erette, prima di passare alle piramidi funerarie e agli obelischi. Il manoscritto finisce così, senza la perorazione, anche se l'ultima pagina non è scritta al verso, così che il testo conservato è completa così com'è.